# Institut des hautes études de Défense nationale

Institut des hautes études de Défense nationale (IHEDN) är en fransk offentlig akademisk institution för försvarsforskning, utbildning och främjande av kunskap och medvetenhet som grundades 1936 av amiral Raoul Castex. Det var ursprungligen Collège des hautes études de défense nationale och döptes om till institutet 1948. Till de ursprungliga nationella utbildningstillfällena lades sessioner i regionerna (1954), internationella sessioner (1980), ekonomiska underrättelsecykler (1995) och andra specifika seminarier. År 1997 blev institutet ett offentligt förvaltningsorgan som lyder under premiärministern.

## Berömda akademiker
- Kristina Bergendal, svensk ämbetsman och reservofficer